# اشکودا فابیا
اشکودا فابیا (Škoda Fabia) نام خودرویی است که از سال ۱۹۹۹ تا کنون تولید شده‌است. طراحی آن خودروهای موتور جلو-محور جلو بوده است.

## نگارخانه

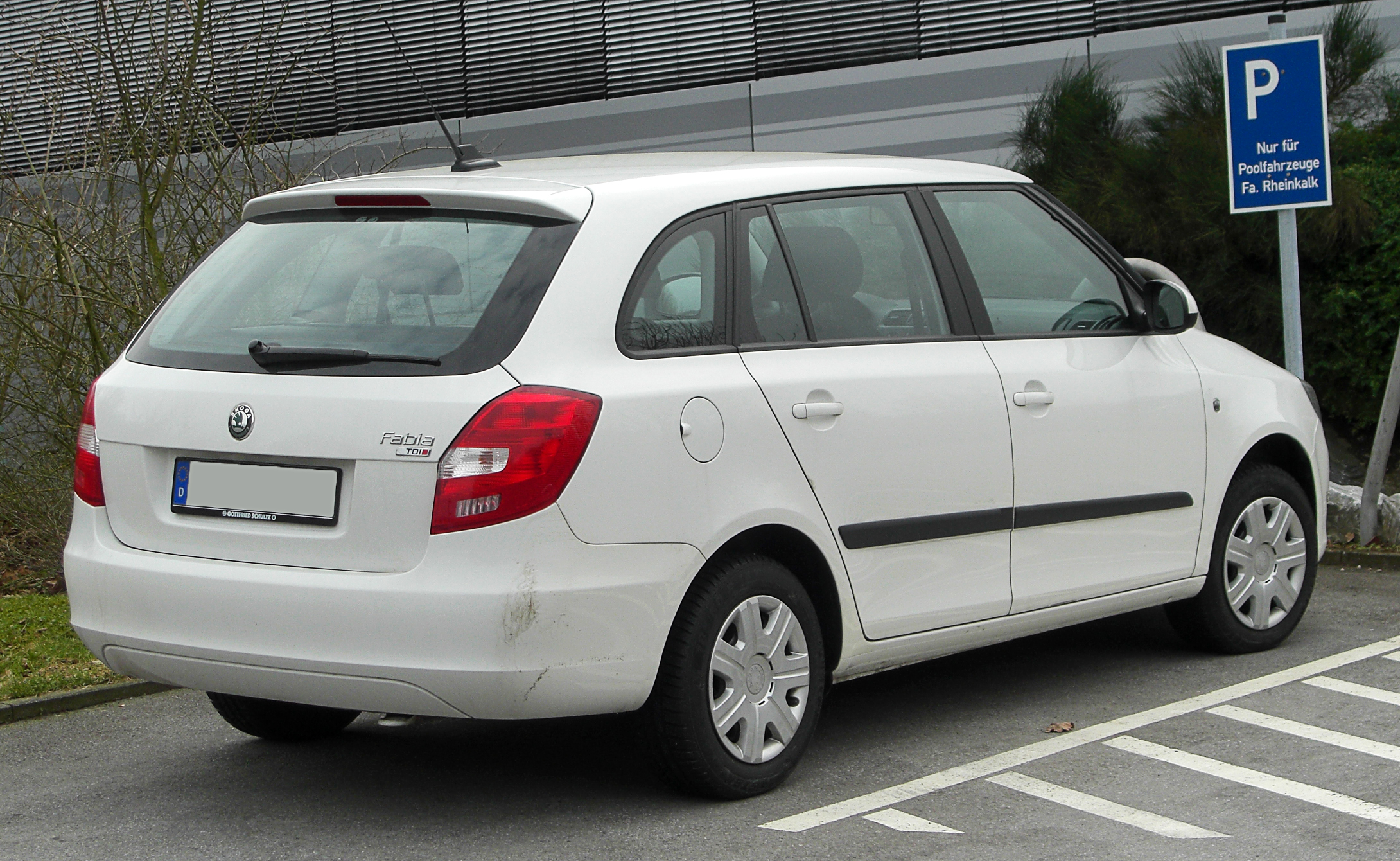